# لی یانیان
لی یانیان (انگلیسی: Li Yanyan؛ زادهٔ ۱۸ ژوئن ۱۹۸۱) کشتی‌گیر اهل چین بود. وی در بازی‌های المپیک تابستانی ۲۰۰۸ شرکت کرده‌است.